# Влчек, Эрик
Эрик Влчек (словац. Erik Vlček; род. 29 декабря 1981, Комарно, Западно-Словацкий край) — словацкий гребец на байдарках, многократный чемпион мира, двукратный серебряный (2008 и 2016) и бронзовый (2004 и 2020) призёр Олимпийских игр.
Эрик Влчек родился в 1981 году в Комарно (ЧССР). На Олимпиаде 2004 года завоевал бронзовую медаль на байдарке-четвёрке на дистанции 1000 м, на Олимпиаде 2008 года на этой же дистанции завоевал серебряную медаль. В 2016 году на Олимпийских играх в Рио-де-Жанейро остановился в шаге от золотой медали, заняв второе место в соревновании байдарок-четвёрок.
На чемпионате мира 2011 в венгерском Сегеде получил путёвку на Олимпийские игры 2012, выиграв золотую медаль на байдарке-двойке на дистанции 1000 метров.